# San Miguel de Cañas
San Miguel es un distrito del cantón de Cañas, en la provincia de Guanacaste, de Costa Rica.

## Historia
San Miguel fue creado el 30 de noviembre de 1995 por medio de Decreto Ejecutivo 24809-G. Segregado de Cañas.

## Geografía
San Miguel cuenta con un área de 120,95 km² y una altitud media de 51 m s. n. m.

## Demografía
Para el año 2022, San Miguel cuenta con una población estimada de 2690 habitantes, y para el último censo efectuado, en 2011, San Miguel contaba con una población de 1644 habitantes.

## Localidades
- Poblados: El Coco, El Güis, Eskameca (parte), Gotera, Higuerón, Higuerón Viejo, San Juan.

## Transporte

### Carreteras
Al distrito lo atraviesan las siguientes rutas nacionales de carretera:
- Ruta nacional 1
- Ruta nacional 925
- Ruta nacional 930